# Лельвеургын
Лельвеургын — река на севере Дальнего Востока России, протекает по территории Чаунского района Чукотского автономного округа. Длина реки — 25 км.
Название в переводе с чук. Лелвээгыргын — «дыхание росы».
Берёт истоки в центральной части Раучуанского хребта, протекает преимущественно в юго-западном направлении до впадения в реку Раучуа справа.

## Притоки
От устья к истоку:
- 17 км: Бурный
- 18 км: река без названия

## Данные водного реестра
По данным государственного водного реестра России относится к Анадыро-Колымскому бассейновому округу.